# Georg Siemens
Georg Siemens (* 1882 in Kiel; † 1977 in Überlingen) war ein deutscher Ingenieur und Schriftsteller aus der Unternehmerfamilie Siemens.

## Leben
Siemens studierte von 1900 bis 1905 in Berlin Maschinenbau und Nationalökonomie. Seit dem Studium war er Mitglied der katholischen Studentenverbindung KStV Burgundia Berlin  im KV. Im Jahr 1914 wurde er mit einer Arbeit über Fragen der Regelung asynchroner Drehstromgeneratoren zum Dr.-Ing. promoviert.
1905 trat er in die Siemens-Schuckertwerke ein und übernahm 1925 die Leitung des technischen Büros der Siemens & Halske AG in Essen. Ab 1945 lebte er als freier Schriftsteller in Überlingen, wo ihm 1963 die Ehrenbürgerwürde der Stadt verliehen wurde.
1968 erhielt er den von der Stadt Überlingen verliehenen Bodensee-Literaturpreis.

## Veröffentlichungen (Auswahl)
- Kraftmaschinen und Kraftübertragung. Kösel Verlage, Kempten/München 1909
- Erziehendes Leben. Erfahrungen und Betrachtungen. Port Verlag, Urach 1947
- Leviathan. Die Wege zum totalen Staat. Port Verlag, Urach 1949
- Geschichte des Hauses Siemens. 3 Bände, Verlag Karl Alber, München 1947–1952
- Carl Friedrich von Siemens. Ein grosser Unternehmer. Verlag Karl Alber, München 1960
- Der Weg der Elektrotechnik. Geschichte des Hauses Siemens. 2 Bände, Verlag Karl Alber, München 1961